# Ambra Morgan
L'ambra Morgan è un oggetto della fine del VI o dell'inizio del V secolo a.C. opera di un artista sconosciuto; fu ritrovata a Falconara Marittima, nei dintorni di Ancona, nei primi anni del Novecento. Prende il nome da quello del mecenate che lo donò al Metropolitan Museum di New York. Si tratta di un nucleo di ambra intagliato raffigurante una coppia sdraiata su una klìne; secondo molti studiosi i due amanti sarebbero Afrodite ed Adone. È considerata la più bella ambra scolpita del Piceno e una delle più belle in assoluto, tra quelle di età pre-romana. È la più antica rappresentazione dell’unico amore avuto da Afrodite con un mortale.

## Descrizione ed interpretazione

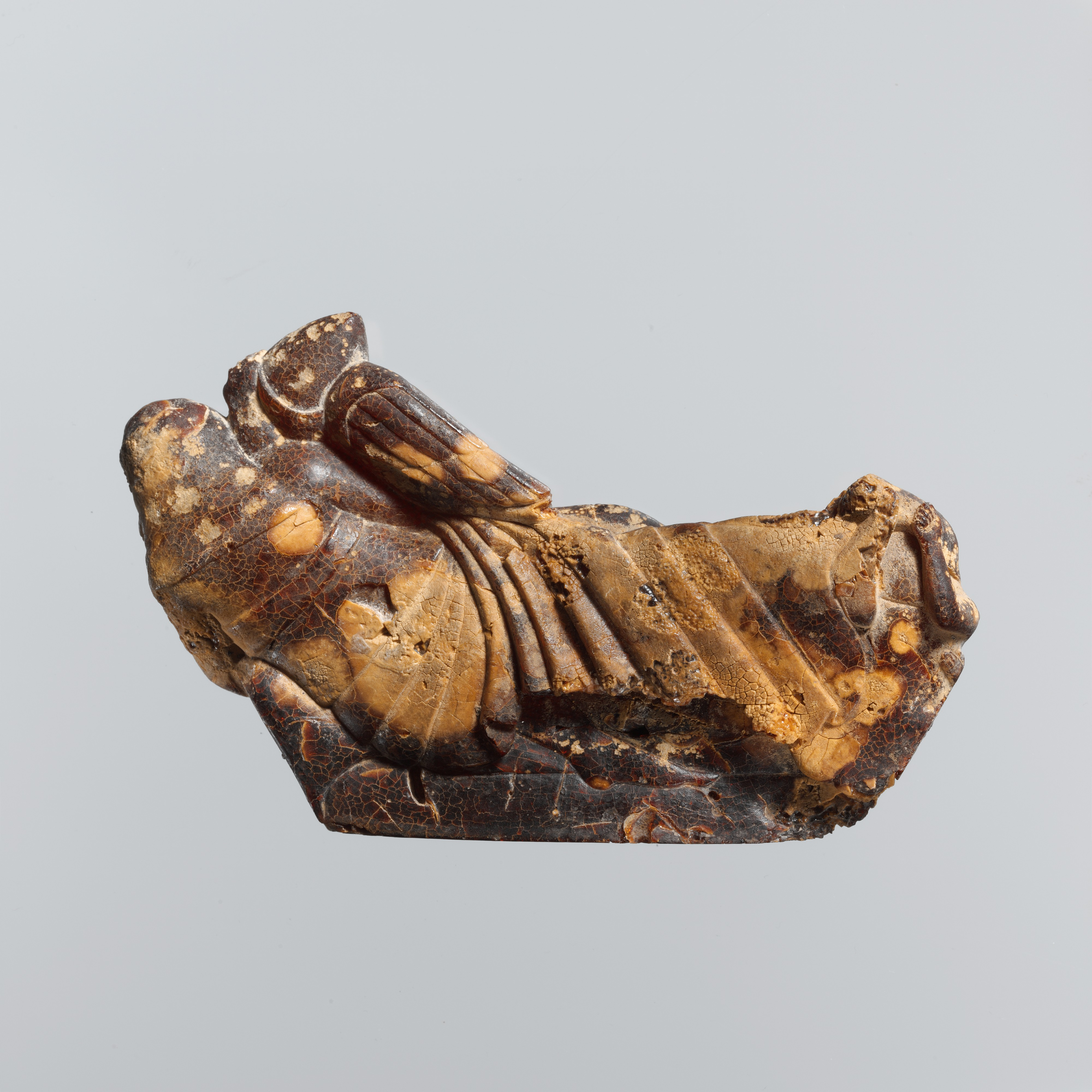
Veduta posteriore

L'opera raffigura una coppia sdraiata su un divano, con la donna in primo piano e l'uomo dietro di lei. Un uccello, forse un'anatra o un cigno, è appoggiato alle spalle della coppia, mentre ai piedi si trova un piccolo inserviente. Si pensa che il reperto sia parte di una fibula, a causa di fori sul retro che suggeriscono la presenza di un perno di fissaggio all'arco della fibula. 
L'oggetto è intagliato con una notevole ricchezza di particolari. Si notano in particolare le pieghe degli abiti sia dell'uomo che della donna, i loro capelli e il gesto della donna di porgere al compagno un alabastron, ossia una bottiglia di olio profumato. Questo gesto è visibile anche in reperti di arte etrusca, tra cui il notissimo Sarcofago degli Sposi nel Museo nazionale etrusco di Villa Giulia di Roma.
La piccola scultura è in stile ionico ed è spesso considerata opera di arte etrusca o di uno scultore che si ispirò a questa arte. 
L'ambra Morgan è considerata una delle prime testimonianze della diffusione, da parte dei corinzi, del culto di Afrodite in Adriatico ed in particolare nell'area di Ancona, dove nel 387 a.C. fu fondata la colonia greca di Ankón, nella cui acropoli sorgeva un tempio di Afrodite.
Secondo altre interpretazioni, il personaggio maschile sarebbe Anchise e non Adone; secondo un'altra ipotesi l'ambra rappresenterebbe Turan e Atunis, i corrispondenti etruschi di Afrodite ed Adone.
Il reperto fu acquistato in Italia, nei primi anni del Novecento, dal noto banchiere e mecenate statunitense Pierpont Morgan, da cui prende il nome d'uso; nel 1917, a seguito di donazione, pervenne al Metropolitan Museum di New York.